# Estrada de Ferro Goiás
A Estrada de Ferro Goiás foi uma ferrovia do governo federal, mais tarde incorporada à RFFSA, com aproximadamente quatrocentos e oitenta quilômetros de extensão e trinta estações, que ligava a cidade de Araguari, no Estado de Minas Gerais, à cidade de Goiânia, no Estado de Goiás.

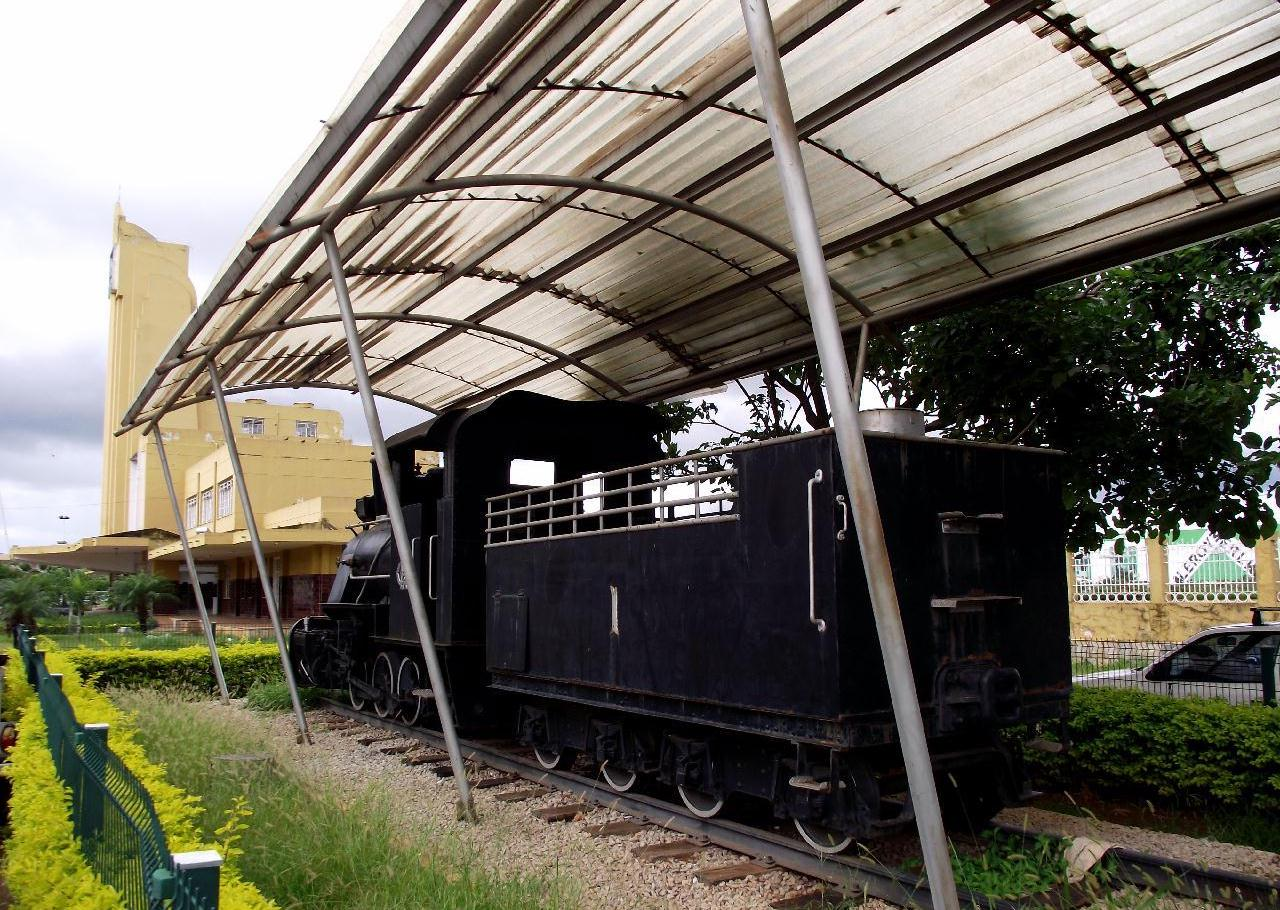
Old steam locomotive in Railroad of Goiás - Goiânia (GO).

## Antecedentes
Em 1873, Antero Cícero de Assis, então presidente da província de Goiás, foi autorizado a construir uma ferrovia que ligasse a capital do império à margem do Rio Vermelho, partindo da Estrada de Ferro Mogiana, mas ele não obteve sucesso em seu intento.

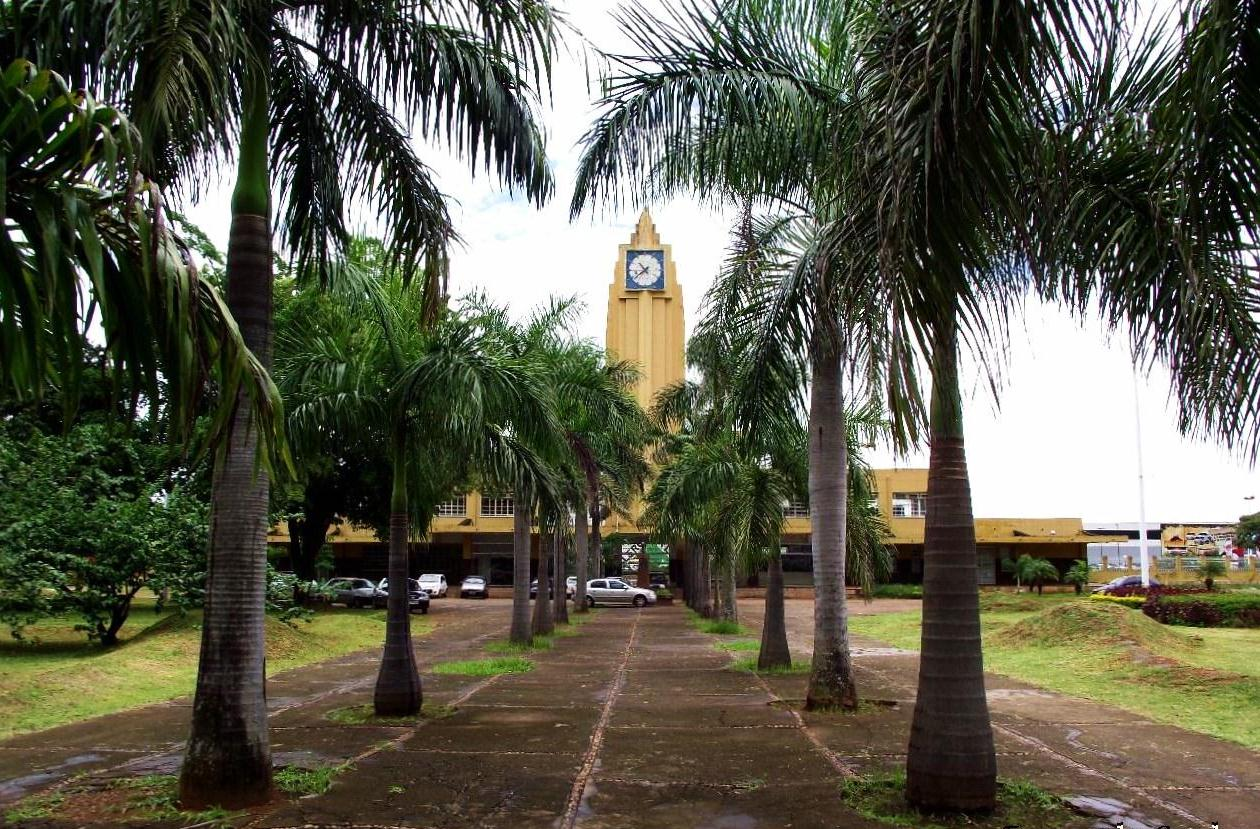
Old Railway Station in Goiânia (GO).

Em 1886, houve uma nova tentativa de dotar a província de um sistema de transportes para escoamento da produção, através de uma concessão à Companhia Mogiana de Estradas de Ferro, que poderia ampliar suas linhas do Rio Paranaíba ao Rio Araguaia. Dez anos depois, após a publicação do decreto 862, de 16 de outubro de 1890, o Triângulo Mineiro recebeu os trilhos da Mogiana.
Após algumas divergências políticas, ficou estabelecido através do decreto 5.394, de 18 de outubro de 1904, que o ponto inicial da estrada de ferro seria na cidade de Araguari, e o final, na cidade de Goiás.

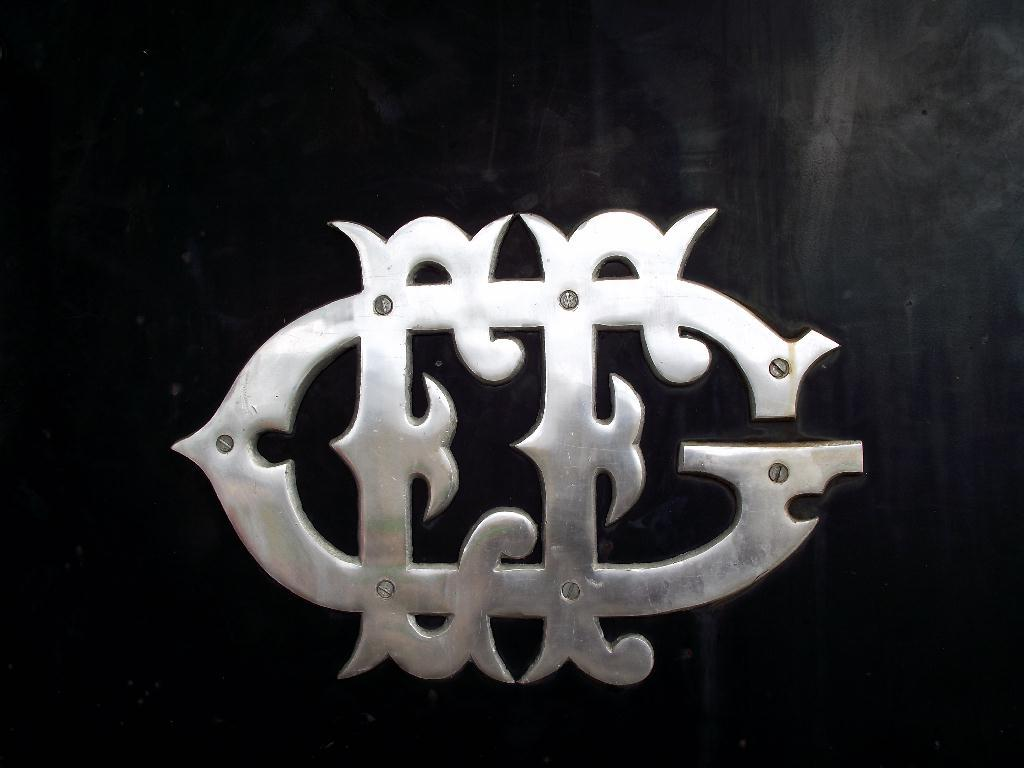
Logo of the Railroad of Goiás.

## A criação da estrada de ferro
A estrada de ferro surgiu em 3 de março de 1906, como uma solução para os produtores, comerciantes e políticos goianos, que precisavam atender às necessidades da economia da região.
Denominada inicialmente Estrada de Ferro Alto Tocantins, de capital privado, foi autorizada a explorar o trecho de Catalão a Palmas, com o objetivo de ligar a cidade de Goiás, então capital do Estado, a Cuiabá. Em 28 de março de 1906, através do decreto 5.949 do então presidente Rodrigues Alves, a ferrovia passou a chamar-se Estrada de Ferro Goiás.
Em 27 de maio de 1911, dois anos após o início dos trabalhos no marco zero da ferrovia, os trilhos começaram a ser instalados no Estado de Goiás.
Em janeiro de 1920, o governo federal assumiu a administração da Estrada de Ferro Goiás, que através do decreto nº 13.936, foi autorizada a explorar o transporte ferroviário na região do Triângulo Mineiro e em Goiás. A linha Araguari-Roncador, com 234 quilômetros de extensão, foi incorporada à nova Estrada de Ferro Goiás. Nos primeiros anos da década de cinquenta do século XX, a Estrada de Ferro Goiás já percorria todos os seus 480 quilômetros de extensão.

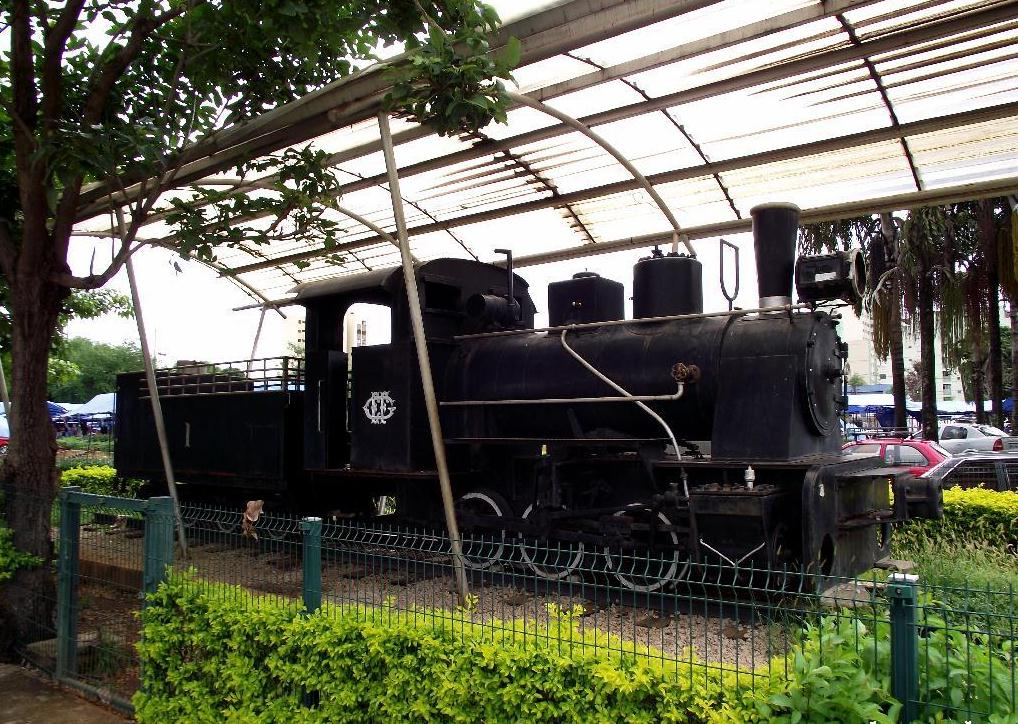
Steam locomotive of the Railroad of Goias Goiania (GO).

## O desenvolvimento econômico da região
A chegada dos trilhos da ferrovia, em solo goiano, teve uma importância fundamental para o desenvolvimento da economia da região, dominada, até então, por comerciantes das cidades do Triângulo.
Desde a construção, em 1907, do ramal ferroviário que ligava a cidade mineira de Araguari à cidade goiana de Catalão, a cidade de Goiandira era o ponto de encontro das estradas, os comerciantes mineiros vinham sofrendo prejuízos em seus negócios. A partir de 1915, as cidades do sudeste de Goiás acabaram assumindo o controle do comércio regional, antes dominado pelas cidades do Triângulo Mineiro. A cidade mineira de Araguari, no entanto, continuou tendo significativa participação no comércio de Goiás, servindo de ponto de integração com as regiões sul e sudeste do País.

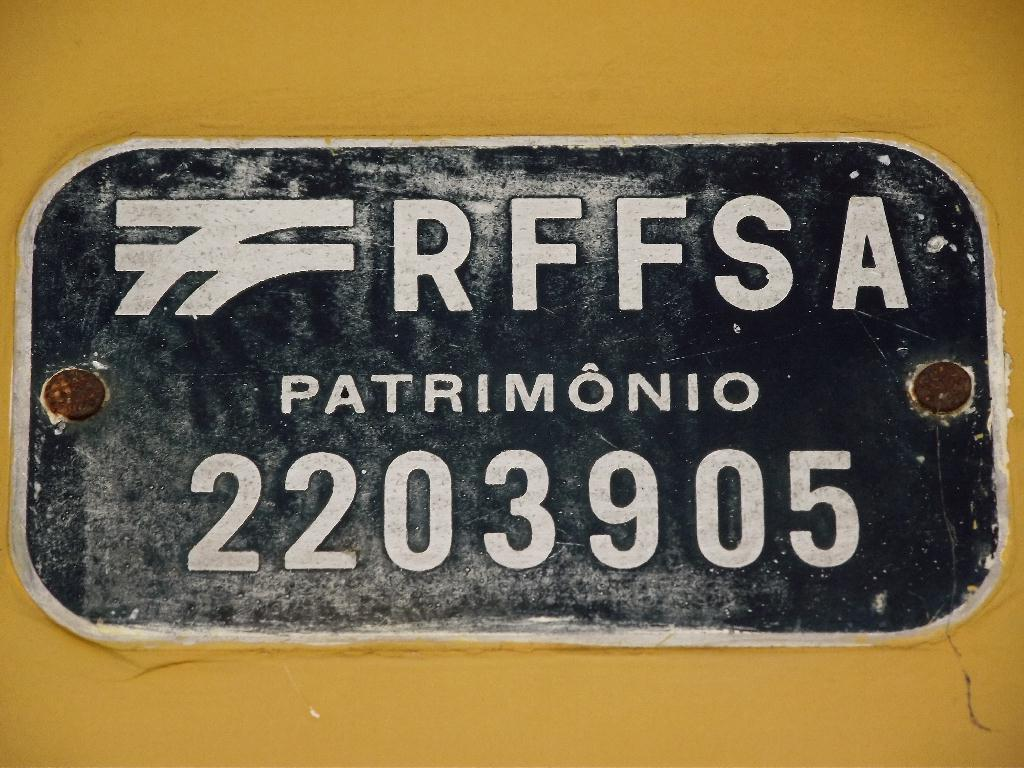
Plate with the number of equity of the Federal Railway. RFFSA.

## A incorporação pelaRFFSA
A disputa entre mineiros e goianos na região servida pela Estrada de Ferro Goiás acabou comprometendo o futuro da Companhia. A empresa entrou em séria crise financeira e administrativa, o que dificultou e impediu a aplicação dos programas de reaparelhamento de suas linhas.
A construção da nova capital federal provocou a expansão das rodovias, e as ferrovias passaram a ter um papel de menor importância na época.
Em 16 de março de 1957, a Lei 3.115 criou a Rede Ferroviária Federal S/A e estabeleceu a transformação de todas as empresas ferroviárias federais em uma Sociedade por ações, tendo a Estrada de Ferro Goiás sido incorporada à nova empresa.

## Frota
A lista abaixo apresenta a frota da Estrada de Ferro Goiás.
| Modelo  | Fabricante | Série (Numeração) | Imagem | Notas   |
| ------- | ---------- | ----------------- | ------ | ------- |
| 2-6-0   | Borsig     | 1                 |        |         |
| 4-6-0   | Baldwin    | 108               |        |         |
| 2-6-6-2 |            | 401               |        |         |
|         | ALCo       | 406               |        |         |
| 2-8-8-4 | Henschel   | 1304              |        | Ex-EFCB |